# Stalag XI B

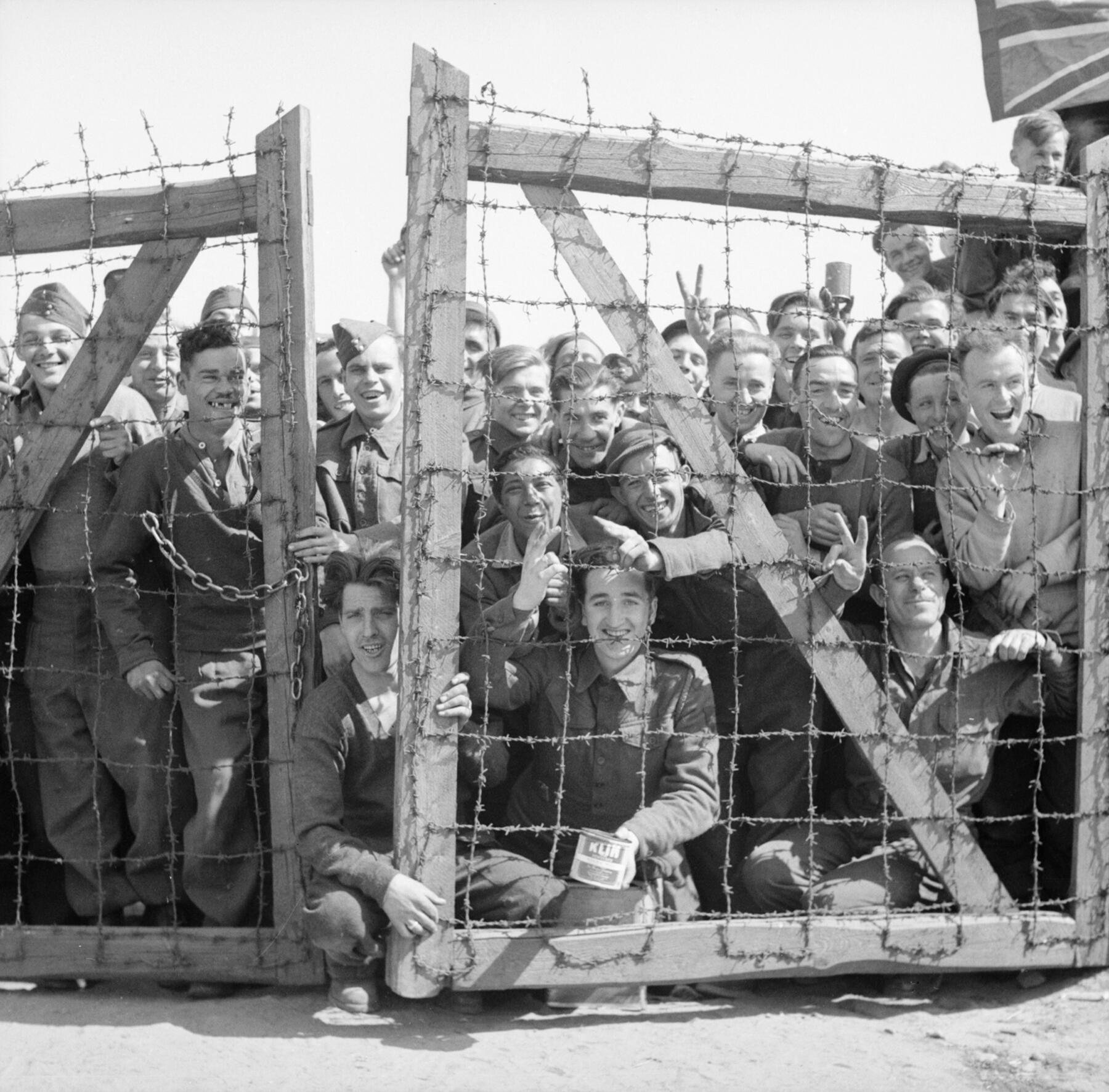
Kriegsgefangene des Stalag XI B nach ihrer Befreiung durch britische Truppen (16. April 1945)

Das Kriegsgefangenen-Mannschafts-Stammlager Stalag XI B (357) in Fallingbostel war eines von vier Mannschaftsstammlagern im Wehrkreis XI (Hannover). Die weiteren Stalags waren: XI C (311) in Bergen-Belsen sowie Stalag XI D (321) in Oerbke, die auch jeweils im heutigen Niedersachsen lagen und XI A Dörnitz-Altengrabow das im heutigen Sachsen-Anhalt lag. Das Stalag XI B war dabei die Einsatzzentrale für Arbeitskommandos Kriegsgefangener aller Nationen im Gebiet Hannover/Braunschweig. Die Höchstzahl der registrierten Kriegsgefangenen war im September 1944 mit 95.294 Personen angegeben, die in ca. 1.500 Kommandos zur Arbeit in Landwirtschaft und Industrie abgestellt wurden.

## Entstehung
Für die Arbeitskräfte, die das Westlager des Truppenübungsplatzes Bergen erbauten, heute NATO-Lager Oerbke, war ab 1937 an der Straße von Fallingbostel nach Oerbke ein Barackenlager errichtet worden. Das Stalag XI B wurde am 23. September 1939 in Betrieb genommen. Es verfügte auf einer Fläche von 30 ha über 58 Baracken.

## Zeit 1941 bis 1945
Nach einer allerdings unvollständigen Aufstellung der Gefangenenzahlen, waren hier vom 1. September 1941 bis zum 1. Dezember 1944 zwischen 54.581 und 95.294 Kriegsgefangene aus Australien, Belgien, Frankreich, Großbritannien, Italien, den Niederlanden, Polen, Serbien, der Sowjetunion, der Tschechoslowakei und den USA registriert. Davon waren im selben Zeitraum zwischen 51.760 und 82.902 zur Arbeit abkommandiert. Nur ca. 2.500 Kranke, Arbeitsunfähige und Hilfskräfte hielten sich im Stammlager auf. Ab Juli 1941 quartierte man im hinteren Teil des Stalag ca. 10.000 Offiziere der Roten Armee ein. Die Mehrzahl der sowjetischen Soldaten wurden jedoch in das nur einige hundert Meter östlich gelegenen Stalag XI D Oerbke eingewiesen. Wie in allen Lagern erging es den Inhaftierten abhängig von ihrer Nationalität. Während die Insassen aus westlichen Ländern verhältnismäßig gut über die Zeit kamen, sind insbesondere Osteuropäer vollkommen unzureichend versorgt worden. Die von den Kriegsgefangenen selbst organisierten Kulturangebote, wie Theateraufführungen, Sportfeste, Weiterbildung und der Betrieb einer Bibliothek, konnten allerdings nicht über Hunger und Krankheiten hinwegtäuschen. So kam es auch im Stalag Fallingbostel aufgrund mangelnder medizinischer Versorgung und Hygiene im Winter 1941/42 zu einer Fleckfieberepidemie, in dessen Folge tausende Gefangene verstarben. Alleine bis Ende 1941 betrug die Anzahl der Toten im Lager Stalag XI D bereits 9000, deren Zahl sich bis zum Frühjahr 1942 auf 12.000 erhöhte. Wie auch in den anderen mit Rotarmisten belegten Stalags, sind im Herbst 1941 Selektionen durchgeführt worden. Dabei überstellte man Parteifunktionäre, führende Persönlichkeiten, Juden und Asiaten der SS. Diese tötete alle Überstellten in den Konzentrationslagern Sachsenhausen(Oranienburg), (Brandenburg) und Neuengamme(Hamburg) durch Erschießen oder durch Vergasen.
Ab Frühjahr 1942 wurden sowjetische Kriegsgefangene für einen Arbeitseinsatz vorgesehen und zu diesem Zweck etwas besser versorgt, so dass zumindest ihre Körperkräfte für Arbeiten ausreichen sollten. Dabei wurde jedoch weiterhin so unzureichend kalkuliert, dass viele Gefangene schließlich an Entkräftung verstarben. Ab dem 12. August 1942 wurde das nur einige hundert Meter entfernte Stalag XI D dem Stalag XI B angegliedert.
Am 13. April 1945 erreichten britische Truppen das Kriegsgefangenenlager und befreiten die Insassen. Bis 1945 sind Schätzungen zufolge in den drei Lagern bei Fallingbostel durch Kälte, Unterernährung oder Krankheit bis zu 30.000 der Gefangenen gestorben, wobei ein Großteil von ihnen aus Russland stammte.

## Zeit nach 1945
Ab dem Kriegsende sind die Baracken des Stalag XI B als Unterkunft für Flüchtlinge genutzt worden. Nachdem Ende der 1940er Jahre die Baracken abgerissen wurden, entstand auf dem westlichen Teil eine Wohnsiedlung. Im Bereich der Wohnsiedlung sind sämtliche Spuren überbaut worden. Im östlich an die Bebauung angrenzenden Teil des Lagers sind noch einige Fundamente von großen Baracken im Unterholz erhalten geblieben.